# رينان دوس سانتوس بايكساو
رينان دوس سانتوس بايكساو (مواليد 28 يوليو 1996) هو لاعب كرة قدم برازيلي.

## وصلات خارجية
- رينان دوس سانتوس بايكساو على موقع رابطة كرة القدم اليابانية للمحترفين (اليابانية)
- رينان دوس سانتوس بايكساو على موقع قاعدة بيانات كرة القدم.إي يو (الإنجليزية)
- رينان دوس سانتوس بايكساو على موقع Soccerway.com (الإنجليزية)
- رينان دوس سانتوس بايكساو على موقع عالم كرة القدم.نت (الإنجليزية)